# Bedford (New Hampshire)
Bedford – miejscowość w USA, w stanie New Hampshire w hrabstwie Hillsborough.